# Myrioblephara finitima
Myrioblephara finitima là một loài bướm đêm trong họ Geometridae.